# Gianluca Mancini
Gianluca Mancini (Pontedera, Toscana, Italia, 17 de abril de 1996) es un futbolista italiano. Juega de defensa y su equipo es la A. S. Roma de la Serie A de Italia.

## Trayectoria

### Perugia
Se unió a préstamo al Perugia desde la Fiorentina en 2015. Debutó profesionalmente en la Serie B para el Perugia el 11 de septiembre de 2015 contra el Pescara.
Luego de regresar a la Fiorentina, el Perugia usó su opción de compra para fichar al jugador el 1 de agosto de 2016.

### Atalanta
En enero de 2017, junto a su compañero Alessandro Santopadre fueron transferidos al Atalanta por 200 000 € y un millón respectivamente. Fueron enviados a préstamo al Perugia inmediatamente.
Debutó en la Serie A en el empate 1-1 ante su club de juvenil, la Fiorentina.
Anotó su primer gol para el Atalanta el 4 de febrero de 2018 contra el Chievo en la Serie A, el que sería el gol de la victoria por la mínima.

### Roma
El 17 de julio de 2019 la A. S. Roma logró su cesión por una temporada a cambio de 2 millones de euros con opción de compra obligatoria por 13 millones de euros si se cumplen determinados objetivos.

## Selección nacional
Debutó con Italia sub-21 el 1 de septiembre de 2017 en un amistoso contra España, donde perdieron por 3-0.
El 26 de marzo de 2019 hizo su debut con la absoluta en la victoria por 6 a 0 ante Liechtenstein en partido de clasificación para la Eurocopa 2020.

### Participaciones en Eurocopas
| Copa          | Sede     | Resultado        | Partidos | Goles |
| ------------- | -------- | ---------------- | -------- | ----- |
| Eurocopa 2024 | Alemania | Octavos de final | 1        | 0     |

## Estadísticas

### Clubes
Actualizado al último partido disputado el 25 de mayo de 2025.
| Club                          | Div.          | Temporada     | Liga  | Liga  | Copas nacionales | Copas nacionales | Copas internacionales | Copas internacionales | Total | Total |
| Club                          | Div.          | Temporada     | Part. | Goles | Part.            | Goles            | Part.                 | Goles                 | Part. | Goles |
| ----------------------------- | ------------- | ------------- | ----- | ----- | ---------------- | ---------------- | --------------------- | --------------------- | ----- | ----- |
| A. C. Perugia Calcio · Italia | 2.ª           | 2015-16       | 12    | 0     | 2                | 0                | —                     | —                     | 14    | 0     |
| A. C. Perugia Calcio · Italia | 2.ª           | 2016-17       | 15    | 1     | 1                | 0                | —                     | —                     | 16    | 1     |
| A. C. Perugia Calcio · Italia | Total club    | Total club    | 27    | 1     | 3                | 0                | —                     | —                     | 30    | 1     |
| Atalanta B. C. · Italia       | 1.ª           | 2017-18       | 11    | 1     | 2                | 0                | 0                     | 0                     | 13    | 1     |
| Atalanta B. C. · Italia       | 1.ª           | 2018-19       | 30    | 5     | 2                | 0                | 3                     | 1                     | 35    | 6     |
| Atalanta B. C. · Italia       | Total club    | Total club    | 41    | 6     | 4                | 0                | 3                     | 1                     | 48    | 7     |
| A. S. Roma · Italia           | 1.ª           | 2019-20       | 32    | 1     | 2                | 0                | 7                     | 0                     | 41    | 1     |
| A. S. Roma · Italia           | 1.ª           | 2020-21       | 33    | 4     | 1                | 0                | 7                     | 1                     | 41    | 5     |
| A. S. Roma · Italia           | 1.ª           | 2021-22       | 33    | 0     | 1                | 0                | 12                    | 1                     | 46    | 1     |
| A. S. Roma · Italia           | 1.ª           | 2022-23       | 35    | 1     | 2                | 0                | 14                    | 0                     | 51    | 1     |
| A. S. Roma · Italia           | 1.ª           | 2023-24       | 36    | 4     | 1                | 0                | 12                    | 3                     | 49    | 7     |
| A. S. Roma · Italia           | 1.ª           | 2024-25       | 37    | 2     | 0                | 0                | 9                     | 1                     | 46    | 3     |
| A. S. Roma · Italia           | Total club    | Total club    | 206   | 12    | 7                | 0                | 61                    | 6                     | 274   | 18    |
| Total carrera                 | Total carrera | Total carrera | 274   | 19    | 14               | 0                | 64                    | 7                     | 352   | 26    |
| 1. 2. 3.                      |               |               |       |       |                  |                  |                       |                       |       |       |

### Selección nacional
| Absoluta · Italia                                                                                                | 2019          | — | — | 3 | 0 | — | — | 3 | 0 |
| Absoluta · Italia                                                                                                | 2020          | 2 | 0 | — | — | — | — | 2 | 0 |
| Absoluta · Italia                                                                                                | 2021          | — | — | 1 | 0 | — | — | 1 | 0 |
| Total carrera | Total carrera | 2 | 0 | 4 | 0 | 0 | 0 | 6 | 0 |
| (4) Incluye los partidos de clasificación para la Eurocopa y el Mundial, Eurocopa y Liga de Naciones de la UEFA. |               |   |   |   |   |   |   |   |   |

### Resumen estadístico
|                       | Partidos | Goles |
| --------------------- | -------- | ----- |
| Liga                  | 181      | 12    |
| Copas nacionales      | 11       | 0     |
| Copas internacionales | 34       | 3     |
| Selección de Italia   | 9        | 0     |
| Total                 | 235      | 15    |

## Palmarés

### Títulos internacionales
| Título                             | Club       | País    | Año     |
| ---------------------------------- | ---------- | ------- | ------- |
| Liga Europa Conferencia de la UEFA | A. S. Roma | Albania | 2021-22 |